# Festungsbahn Hanstholm
| Festungsbahn Hanstholm | Festungsbahn Hanstholm |
| ---------------------- | ---------------------- |
| Museumsbahn            |                        |
| Streckenlänge:         | 4 km                   |
| Spurweite:             | 600 mm (Schmalspur)    |
|                        |                        |

Die Festungsbahn Hanstholm war eine durch die deutsche Kriegsmarine errichtete Feldbahn im dänischen Hanstholm. Sie wurde in der Festung zum Munitionstransport zwischen den Bunkern ab 1941 errichtet.

## Geschichte
Im September 1940 beschloss die Kriegsmarine, bei Hanstholm eine schwere Küstenbatterie aufzustellen. Der Zweck der Festungsanlage Hanstholm bestand darin, zusammen mit der Festung im norwegischen Kristiansand, den Skagerrak vor eindringenden Seestreitkräften zu schützen und gleichzeitig die wichtige Schifffahrtsverbindung nach Norwegen zu sichern. Es handelte sich um ein großes Bauvorhaben, da die Aushub- und Gussarbeiten für jeden Geschützbunker etwa vier Monate dauerten. Dann folgten zwei bis drei Monate für die Installation verschiedener Geräte. Die Geschützbunker haben einen Grundriss von etwa 3000 m².
Zusätzlich wurden 1941 ein zweigeschossiger Feuerleitbunker, ein zentraler Kraftwerksbunker und zwei große Munitionsbunker errichtet. Für den Transport der Munition waren die Munitionsbunker und die Geschützbunker durch eine Schmalspurbahn mit einer Spurweite von 600 mm und einer Länge von etwa vier Kilometer verbunden.
Um Baumaterial für diese Gebäude zu transportieren, war der Bau der Schmalspurbahn Nors–Hanstholm vom Bahnhof Nors an der Bahnstrecke Thisted–Fjerritslev nach Hanstholm geplant. Sie wurde nie gebaut, dafür eine Betonstraße für den Transport errichtet.
Die Pedershaab Maskinfabrik lieferte in den Jahren 1940 bis 1942 20 Diesellokomotiven in Thisted an. Es wird davon ausgegangen, dass der Großteil dieser Lokomotiven für den Bau der Hanstholm-Festung eingesetzt wurde. Thisted war der einzige Bahnhof in der Gegend, an dem diese Lokomotiven abgeladen werden konnten. Der Großteil der Lokomotiven waren Diesellokomotiven des Typs BWD mit einem Sechszylinder-B&W-Dieselmotor mit 55 PS. Acht von ihnen wurden an die deutsche Firma Sager & Woerner geliefert.

## Lokomotiven der Festung
Die in der Festung eingesetzten Lokomotiven wurden 1955 zum Verkauf angeboten. Eine der beiden Lokomotiven war eine BWD von Pedershaab. Die zweite Lokomotive ist auf einem Foto mit der Bezeichnung MBA zu sehen. Die Maschinenbau und Bahnbedarf AG (MBA) wurde 1940 als Name für die in der Zeit der Nationalsozialisten von den jüdischen Besitzern enteignete Firma Orenstein & Koppel verwendet.

## Museumsbahn in der Festung
Zu den Attraktionen des Festungsmuseums gehört ein zwei Kilometer langes Teilstück der ehemaligen Munitionsbahn. Auf den Originalschienen fährt ein nachgebauter deutscher Munitionszug.